# Tanina Mammeri
Tanina Mammeri (arabisch تانينا فيوليت معمري; * 17. Juni 2003 in Courcouronnes) ist eine algerische Badmintonspielerin.

## Karriere
Tanina Mammeri siegte 2022 und 2025 bei den Afrikameisterschaften, 2023 bei den Panarabischen Spielen. 2024 startete sie bei den Olympischen Spielen in Paris. Im  Mixed schied sie dabei gemeinsam mit Koceila Mammeri schon in der Vorrunde aus.

## Erfolge

### Afrikaspiele
Damendoppel
| Jahr | Ort                                  | Partner        | Gegner                         | Ergebnis     | Resultat |
| ---- | ------------------------------------ | -------------- | ------------------------------ | ------------ | -------- |
| 2023 | Borteyman-Sportkomplex, Accra, Ghana | Halla Bouksani | Husina Kobugabe Gladys Mbabazi | 21–23, 14–21 | Silber   |

Mixed
| Jahr | Ort                                                 | Partner         | Gegner                        | Ergebnis     | Resultat |
| ---- | --------------------------------------------------- | --------------- | ----------------------------- | ------------ | -------- |
| 2019 | Ain Chock Indoor Sports Center, Casablanca, Morocco | Linda Mazri     | Adham Hatem Elgamal Doha Hany | 21–19, 21–16 | Gold     |
| 2023 | Borteyman-Sportkomplex, Accra, Ghana                | Koceila Mammeri | Adham Hatem Elgamal Doha Hany | 21–11, 21–15 | Gold     |

### Afrikameisterschaften
Damendoppel
| Jahr | Ort                        | Partner      | Gegner                        | Ergebnis     | Resultat |
| ---- | -------------------------- | ------------ | ----------------------------- | ------------ | -------- |
| 2021 | MTN Arena, Kampala, Uganda | Mounib Celia | Amy Ackerman Johanita Scholtz | 21–23, 13–21 | Silber   |

Mixed
| Jahr | Ort                                                | Partner         | Gegner                        | Ergebnis            | Resultat |
| ---- | -------------------------------------------------- | --------------- | ----------------------------- | ------------------- | -------- |
| 2018 | Salle OMS Harcha Hacéne, Algier, Algerien          | Linda Mazri     | Joseph Abah Eneojo Peace Orji | 21–17, 15–21, 21–12 | Gold     |
| 2019 | Alfred Diete-Spiff Centre, Port Harcourt, Nigeria  | Linda Mazri     | Enejoh Abah Peace Orji        | 15–21, 21–16, 21–18 | Gold     |
| 2020 | Cairo Stadium Hall 2, Kairo, Ägypten               | Linda Mazri     | Adham Hatem Elgamal Doha Hany | 13–21, 21–18, 19–21 | Silber   |
| 2021 | MTN Arena, Kampala, Uganda                         | Koceila Mammeri | Adham Hatem Elgamal Doha Hany | 21–10, 21–7         | Gold     |
| 2022 | Lugogo Arena, Kampala, Uganda                      | Koceila Mammeri | Jarred Elliott Amy Ackerman   | 21–13, 21–14        | Gold     |
| 2023 | John Barrable Hall, Benoni, Südafrika              | Koceila Mammeri | Adham Hatem Elgamal Doha Hany | 21–15, 21–13        | Gold     |
| 2024 | Cairo Stadium Indoor Halls Complex, Kairo, Ägypten | Koceila Mammeri | Adham Hatem Elgamal Doha Hany | 21–23, 21–16, 21–11 | Gold     |

### BWF International Challenge/Series
Mixed
| Jahr | Wettbewerb                  | Partner         | Gegner                                        | Ergebnis            | Resultat |
| ---- | --------------------------- | --------------- | --------------------------------------------- | ------------------- | -------- |
| 2022 | Uganda International        | Koceila Mammeri | Senthil Vel Govindarasu Venosha Radhakrishnan | 19–21, 21–18, 22–20 | Sieger   |
| 2022 | Maldives International      | Koceila Mammeri | Rohan Kapoor Siki Reddy                       | 16–21, 18–21        | Finalist |
| 2023 | Santo Domingo International | Koceila Mammeri | Luis Montoya Miriam Rodríguez                 | 21–13, 21–19        | Sieger   |
| 2023 | Mauritius International     | Koceila Mammeri | Hariharan Amsakarunan Varshini Viswanath Sri  | 16–21, 17–21        | Finalist |
| 2023 | Réunion Open                | Koceila Mammeri | Hariharan Amsakarunan Varshini Viswanath Sri  | 21–19, 21–14        | Sieger   |
| 2023 | Brazil International        | Koceila Mammeri | Davi Silva Sânia Lima                         | 12–21, 15–21        | Finalist |
| 2023 | Cameroon International      | Koceila Mammeri | Miha Ivančič Petra Polanc                     | 21–17, 21–17        | Sieger   |
| 2023 | Uganda International        | Koceila Mammeri | Caden Kakora Johanita Scholtz                 | 21–17, 21–18        | Sieger   |
| 2023 | Egypt International         | Koceila Mammeri | Jones Ralfy Jansen Julia Meyer                | 19–21, 18–21        | Finalist |
| 2023 | Algeria International       | Koceila Mammeri | Hugo Chanthakesone Leila Zarrouk              | 21–12, 21–6         | Sieger   |
| 2023 | Guatemala International     | Koceila Mammeri | Luis Montoya Miriam Rodríguez                 | 21–17, 16–21, 21–19 | Sieger   |
| 2023 | Zambia International        | Koceila Mammeri | Melvin Appiah Vilina Appiah                   | 21–5, 21–13         | Sieger   |
| 2024 | Egypt International         | Koceila Mammeri | Bokka Navaneeth Ritika Thaker                 | 23–21, 21–17        | Sieger   |
| 2024 | Algeria International       | Koceila Mammeri | Bruno Carvalho Mariana Paiva                  | 21–17, 21–11        | Sieger   |